# 瑙鲁人

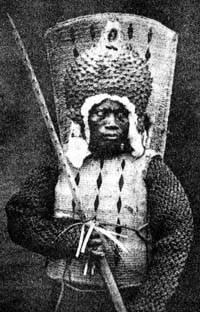
1880年代的瑙鲁战士

瑙鲁人是瑙鲁的土著居民，他們大部分很可能混合其他太平洋岛屿土著人的血統。瑙鲁人的人口有两个组成部分：土著的密克罗尼西亚人和很久以前就移民进入的波利尼西亚人，但以密克罗尼西亚人为主。多信奉天主教。1878年起发生内战，为期十年。20世纪之前瑙鲁人大体上保持了良好的卫生状况。但1920年流行性感冒侵袭了瑙鲁，土著人数量极具减少。在经过德国、英国、日本的殖民统治后，瑙鲁人终于在1968年获得了独立。本民族语言为瑙鲁语，英语也很流行。